# Горан Радовановић (редитељ)
Горан Радовановић (Београд, 21. јун 1957) српски је режисер, продуцент и сценариста.

## Биографија и каријера
Рођен је 1957. године у Београду. Дипломирао је историју уметности на Филозофском факултету у Београду 1982. године. У периоду од 1977. до 1980. године боравио је у Минхену као стипендиста Гете института, где је сарађивао са ауторима Новог немачког филма. Радио је као гостујући професор на универзитетима широм Сједињених Држава.
Радовановић живи и ради у Београду у статусу слободног уметника, ожењен је и има воје деце.
Након повратка са института Гете у Београд бавио се филмском критиком (Филмограф, Трећи Радио Београда, Видици), а од 1984. године почиње да ради као сценариста и редитељ документарних филмова. Члан је Европске филмске академије и Удружења филмских уметника Србије. Радио је као гостујући професор на Интернационалној филмској и ТВ школи на Куби.
Ретроспектива филмова Радовановића одржана је у Мексико Ситију у октобру 2007. године, а његови филмови приказивани су и у програмима бројних светских фестивала у Москви, Амстердаму, Њујорку, Лос Анђелесу, Јерусалему, Прагу и у преко 200 других градова.
За свој рад, добио је преко 70 међународних и српских филмских награда, укључујући Награду града Београда „Деспот Стефан Лазаревић” за кинематографско стваралаштво 2005. године.

## Филмографија
| Година | Филм                                           | Напомена                           |
| ------ | ---------------------------------------------- | ---------------------------------- |
| 1987.  | Октоберфест                                    | сценариста                         |
| 1988.  | Византија                                      | сценариста                         |
| 1991.  | Тераса                                         | сценариста и режисер               |
| 1995.  | Columba Urbica                                 | режисер и сценариста               |
| 1995.  | Руска локомотива                               | сценариста                         |
| 1995.  | East by Eastwest                               | режисер                            |
| 1997.  | У кругу другом                                 | сценариста, режисер и продуцент    |
| 2000.  | Макета                                         | сценариста, режисер и продуцент    |
| 2001.  | Моја домовина (за унутрашњу употребу)          | сценариста, режисер и продуцент    |
| 2003.  | Кастинг                                        | сценариста, режисер и продуцент    |
| 2005.  | Пилећи избори                                  | сценариста и режисер               |
| 2009.  | Хитна помоћ                                    | сценариста и режисер               |
| 2012.  | Уз Фидела до краја                             | сценариста, режисер и продуцент    |
| 2015.  | Енклава                                        | сценариста, режисер и ко-продуцент |
| 2018.  | Случај Макавејев или процес у биоскопској сали | сценариста, режисер и продуцент    |
| 2021.  | Чекајући Хандкеа                               | сценариста, режисер и продуцент    |
| 2024.  | Баук                                           | сценариста, режисер и продуцент    |
| 2026.  | Лубарда: На кућу ти гавран пао                 | сценариста, режисер и продуцент    |